# Teoctisto (regente)
Teoctisto (em grego: Θεόκτιστος; m. 20 de novembro de 855) foi um alto funcionário bizantino durante os reinados de Miguel II, o Amoriano (r. 820–829) e do filho dele, Teófilo (r. 829–842), e regente de Miguel III, o Ébrio (r. 842–867). É reconhecido por suas competências administrativas e políticas, por ter apoiado o fim do Iconoclasma e por promover uma grande renovação da edução durante seu reinado.
Aparece pela primeira vez no final do reinado de Leão V, quando auxiliou os conspiradores que o assassinaram e colocaram Miguel II no trono. Em decorrência disso, recebeu o título de patrício e o ofício de cartulário do canícula. Sob Teófilo, ascendeu ainda mais na administração imperial, adquirindo o ofício de logóteta do dromo e o título de magistro. Antes de morrer, Teófilo nomeou-se regente de Miguel III, e pelo tempo da sucessão, Teoctisto, a imperatriz viúva Teodora e os irmãos dela Bardas e Petronas formaram um conselho de regência.

## História

### Primeiros anos

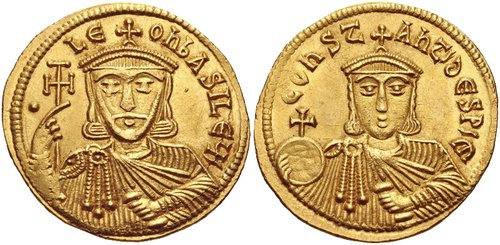
Soldo de r.

Nada se sabe sobre os primeiros anos de Teoctisto. É conhecido como eunuco em Teófanes Continuado e Atabari, o que é geralmente aceito pelos estudiosos modernos,  embora uma acusação de seu rival Bardas de querer casar-se com a imperatriz Teodora ou uma de suas filhas lançou dúvidas quanto a isso. Por 820, manteve uma posição inespecífica na corte do imperador Leão V, (r. 813–822), possivelmente como um membro da guarda imperial. Teoctisto desempenhou um importante papel na conspiração para assassinar Leão, e foi recompensado pelo novo imperador, Miguel II, o Amoriano (r. 822–829), com o posto de patrício e o posto cortesão confidencial de cartulário do caníclio ("secretário do tinteiro"). Sob o filho e sucessor de Miguel, Teófilo (r. 829–842), aparentemente continuou a ser um conselheiro confiável, pois ascendeu ao posto de magistro e foi nomeado logóteta do dromo, efetivamente o ministro das relações exteriores. Uma outra marca da confiança imperial foi Teófilo nomeando-o como membro do conselho de regência para seu filho de 2 anos Miguel III pouco antes de sua morte em janeiro de 842.

### Regência

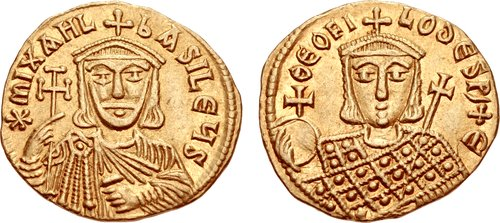
Soldo de r. e Teófilo r.

Depois da morte do imperador, a regência era composta pela imperatriz-viúva Teodora, Teoctisto e o magistro Manuel, o Armênio. Os irmãos de Teodora, Bardas e Petronas, e o parente dela Sérgio Nicetiata também desempenharam um importante papel nos primeiros dias da regência. A regência moveu-se rapidamente para encerrar a iconoclastia, que havia atormentado a vida política e religiosa bizantina por mais de um século. No começo de 843, uma reunião de oficiais e clérigos conveniou na casa de Teoctisto, repudiando a iconoclastia e reafirmando as decisões do Segundo Concílio de Niceia de 787, depondo o patriarca de Constantinopla pró-iconoclasta João VII, o Gramático (r. 837–843) e elegendo em seu lugar Metódio I (r. 843–847), que havia sido preso por Teófilo por suas crenças iconófilas, um evento celebrado como o "Triunfo da Ortodoxia". Teoctisto desempenhou um importante papel nestes eventos, e é creditado por quase todas as fontes como a força motriz por trás da restauração dos ícones e pela deposição de João, o Gramático. Ele é celebrado como santo pela Igreja Ortodoxa em 20 de outubro.

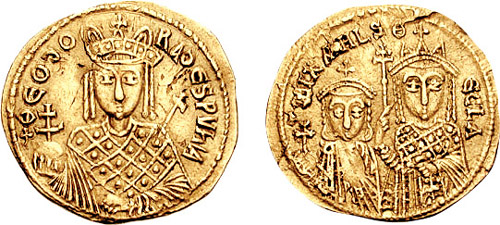
Soldo cunhado durante a regência de Teoctisto e Teodora

Ásia Menor no século IX

Uma semana depois disso, Teoctisto e Sérgio Nicetiata foram enviados numa campanha para recuperar Creta, que havia sido conquistada na década de 820 por exilados andalusinos. A expedição inicialmente teve sucesso, com o exército bizantino conseguindo aportar e tomar controle de boa parte da ilha e confinar os andaluzes na sua capital, Chandax. Neste ponto, Teoctisto ouviu um rumor que em sua ausência, Teodora pretendia elevar seu irmão Bardas ao trono imperial. Ele rapidamente abandonou o exército sob Nicetiata e retornou para Constantinopla, apenas para descobrir que os rumores eram falsos. Uma vez em Constantinopla, notícias chegaram duma invasão na Anatólia pelo emir de Melitene Omar Alacta. Teoctisto foi enviado como chefe dum exército para confrontá-lo, mas a resultante batalha de Mauropótamo, na Capadócia, terminou numa derrota bizantina. Ao mesmo tempo, os contingentes expedicionários estacionados em Creta foram derrotados e quase aniquilados pelos andaluzes, que mataram Nicetiata. Apesar de seu envolvimento pessoal nestes desastres militares, Teoctisto foi capaz e utilizá-los para marginalizar seus competidores: Bardas foi culpado pelas deserções que atormentaram os bizantinos em Mauropótamo e exilou-o de Constantinopla, enquanto o magistro Manuel foi caluniado e forçado a se retirar. Com Nicetiata morto, Teoctisto era agora o chefe indisputado da regência, uma posição descrita pelos cronistas Simeão Logóteta e Jorge Mônaco como "paradinástevo da augusta".
Teoctisto continuou a perseguição dos paulicianos, que foi iniciada por Teodora em 843. Muitos fugiram para território árabe, onde com ajuda de Omar Alacta estabeleceram um Estado autônomo em Tefrique sob seu líder Carbeas. Teoctisto concluiu uma trégua com o Califado Abássida e organizou uma troca de prisioneiros que ocorreu em 16 de setembro de 845. No entanto, no mesmo ano, a execução dos prisioneiros bizantinos sobreviventes do Saque de Amório de 842 ocorreu na capital califal de Samarra. Após 845, os raides árabes no Oriente cessaram por alguns anos após um raide de inverno lançado Amade al-Baili, o emir de Tarso, que derrotou o estratego da Capadócia. Eles não recomeçaram até 851, quando o novo emir tarsense, Ali ibne Iáia Alarmani, lançou sucessivos raides de verão por três anos consecutivos, embora com aparente pouco impacto. Os bizantinos responderam com uma expedição naval em 853 que saqueou o porto de Damieta no Egito, enquanto no ano seguinte um exército invadiu os territórios árabes na Cilícia e saqueou Anazarbo. Aproximados 20 000 prisioneiro foram capturados, alguns dos quais foram executados sob ordens de Teoctisto após recusarem-se a se converter ao cristianismo, provavelmente como gesto de retaliação pela execução pelo califado dos prisioneiros bizantinos sobreviventes do Saque de Amório em 845.

Mapa da Constantinopla bizantina

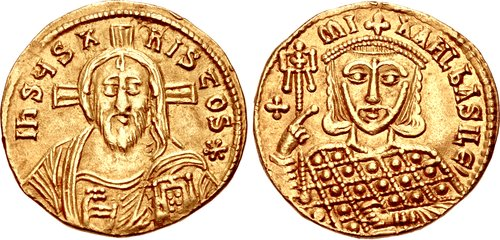
Soldo de r.

Ao norte, a fronteira búlgara permaneceu tranquila, exceto exceto por um breve combate que levou à renovação da paz de 30 anos acordada em 815, que foi mais tarde reconfirmada pelo novo cã búlgaro Bóris I (r. 852–889). O Império Bizantino assim gozou da paz, exceto no Oeste, onde o governo imperial provou-se incapaz de parar a conquista muçulmana da Sicília. Módica caiu em 845, e embora Constantinopla utilizou a paz relativa no Oriente para enviar reforços à ilha, estes foram pesadamente derrotados em Butera, onde aproximados 10 000 pereceram. Na sequência do desastre, Leontini em 846 e então Ragusa em 848, caíram para os muçulmanos, enquanto uma tentativa da frota bizantina para aportar tropas próximo de Palermo no inverno de 847/848 falhou. Pelos próximos anos, os muçulmanos invadiram os territórios bizantinos na porção oriental da ilha sem oposição, capturando várias fortalezas menores e assegurando prisioneiros e resgates de outras.
Sobrevive somente evidência fragmentária concernente às políticas domésticas de Teoctisto. Ele certamente "[continuou] as sólidas políticas fiscais de Teófilo" (P. A. Hollingsworth), levando ao acúmulo considerável de reservas monetárias no tesouro imperial, à quantia de 8620 quilos de ouro e 13610 quilos de prata por 856. Ele também promoveu a carreira de Cirilo, o Filósofo, com quem encontrou-se pela primeira vez ca. 842, ajudando-o a adquirir uma boa educação e mais tarde encontrar um posto como cartofílax na biblioteca patriarcal, após Cirilo rejeitar uma ofertar de tornar-se estratego provincial. O patrocínio de Teoctisto de homens como Cirilo e Leão, o Matemático contribuiu para a revitalização do erudição secular no Império Bizantino. Teoctisto também esteve envolvido em atividade de construção, erigindo novas estruturas no Apse próximo do Grande Palácio de Constantinopla, instalando uma nova porta de ferro no Portão Calce, bem como patrocinando edifícios inespecíficos nos subúrbios trácios de Constantinopla, notadamente Selímbria.

### Queda e morte
Em 855, Miguel III tinha 15 anos e assim nominalmente era maior de idade. Sua mãe e Teoctisto subestimaram o desejo do jovem imperador de libertar-se da custódia deles, e antagonizou-os ainda mais quando arranjaram um desfile de noivas e selecionaram Eudócia Decapolitissa como sua pretendente, desconsiderando o afeto de Miguel por sua amante, Eudócia Ingerina. O irmão de Teodora, Bardas, foi capaz de utilizar o ressentimento de Miguel pela forma arrogante que era tratado e começar a virá-lo contra a regência. Com apoio de Miguel, Bardas foi capaz de retornar para a capital, e em 20 de novembro de 855, Teoctisto foi assassinado. Teodora foi compelida a retirar-se para um mosteiro alguns meses depois, terminando oficialmente o período regencial.